# Albarico (paroisse civile)
Pour les articles homonymes, voir Albarico.
Albarico est l'une des trois divisions territoriales et statistiques dont l'une des deux paroisses civiles de la municipalité de San Felipe dans l'État d'Yaracuy au Venezuela. Sa capitale est Albarico. Elle abrite également Marín, pourtant capitale de la paroisse civile voisine de San Javier.

## Géographie

### Démographie
Hormis sa capitale Albarico, la paroisse civile possède plusieurs localités :
- Albarico
- Cocorotico
- El Peñón
- El Pozón
- La Trilla
- Macagua
- Marín
- Marincito